# Mistrzostwa Polski w boksie kobiet 2012
12. Mistrzostwa Polski w Boksie Kobiet 2012 (kobiet) odbyły się w dniach 14-17 marca 2012 w hali sportowej MKS "Start" w Grudziądzu. Na starcie mistrzostw w grupie wiekowej seniorek stanęło 65 zawodniczek z 31 klubów i 14 Okręgowych Związków Bokserskich, z których do startu dopuszczonych zostało 58. 
Jedenasty tytuł mistrzowski zdobyła Karolina Michalczuk, która jako jedyna uczestniczyła we wszystkich dwunastu dotychczasowych edycjach mistrzostw.

## Medaliści seniorek
| Kategoria:                       | Ilość zawodniczek | Złoto:                                | Srebro:                               | Brąz:                                                                      |
| waga musza (do 48 kg)            | 4                 | Sandra Brodacka (Carbo Gliwice)       | Patrycja Bednarek (PKB Polkowice)     | Agnieszka Słomska (Broń Radom) Angelika Grońska (06 Kleofas Katowice)      |
| waga kogucia (do 51 kg)          | 4                 | Karolina Michalczuk (Paco Lublin)     | Sandra Drabik (Boxing Kielce)         | Sylwia Doroszyńska (Radomiak Radom) Kinga Staniszewska (Boks Poznań)       |
| waga piórkowa (do 54 kg)         | 5                 | Aleksandra Paczka (BKS Gorzów Wlkp.)  | Żaneta Cieśla (Kontra Elbląg)         | Patrycja Bartoszko (Cristal Białystok) Martyna Letkiewicz (OSiR Suwałki)   |
| waga lekka (do 57 kg)            | 6                 | Sandra Kruk (Kontra Elbląg)           | Michalina Podlewska (Wda Świecie)     | Sylwia Pel (Carbo Gliwice) Agata Mleczkowska (Broń Radom)                  |
| waga lekkopółśrednia (do 60 kg)  | 10                | Karolina Graczyk (Copacabana Konin)   | Kinga Siwa (niestowarzyszona)         | Magdalena Stelmach (Carbo Gliwice) Oliwia Łuczak (Wda Świecie)             |
| waga półśrednia (do 64 kg)       | 11                | Sylwia Maksym (Skorpion Szczecin)     | Agnieszka Chuda (Skorpion Szczecin)   | Dorota Kusiak (Start Grudziądz) Katarzyna Krukowska (MOSM Tychy)           |
| waga średnia (do 69 kg)          | 6                 | Natalia Hollińska (Skorpion Szczecin) | Katarzyna Cichosz (Cristal Białystok) | Agnieszka Bednarska (Radomiak Radom) Justyna Sroczyńska (Energetyka Lubin) |
| waga półciężka (do 75 kg)        | 3                 | Lidia Fidura (Carbo Gliwice)          | Beata Leśnik (Superfighter Nowy Sącz) | Natalia Bielecka (Carbo Gliwice)                                           |
| waga ciężka (do 81 kg)           | 3                 | Wioleta Michalska (Legia Warszawa)    | Karolina Koszela (Stella Gniezno)     | Anna Maksim (Orlęta Łuków)                                                 |
| waga superciężka (powyżej 81 kg) | 6                 | Sylwia Kusiak (niestowarzyszona)      | Anna Słowik (Legia Warszawa)          | Karolina Bagnowska (Cristal Białystok) Izabela Gil (Cristal Białystok)     |